# Berg (Waakirchen)
Berg ist ein Gemeindeteil der Gemeinde Waakirchen im oberbayerischen Landkreis Miesbach.

## Geographie
Der Weiler liegt nordöstlich des Hauptortes Waakirchen. Nördlich des Ortes verläuft die Kreisstraße MB 7 und östlich die B 318.

## Baudenkmäler

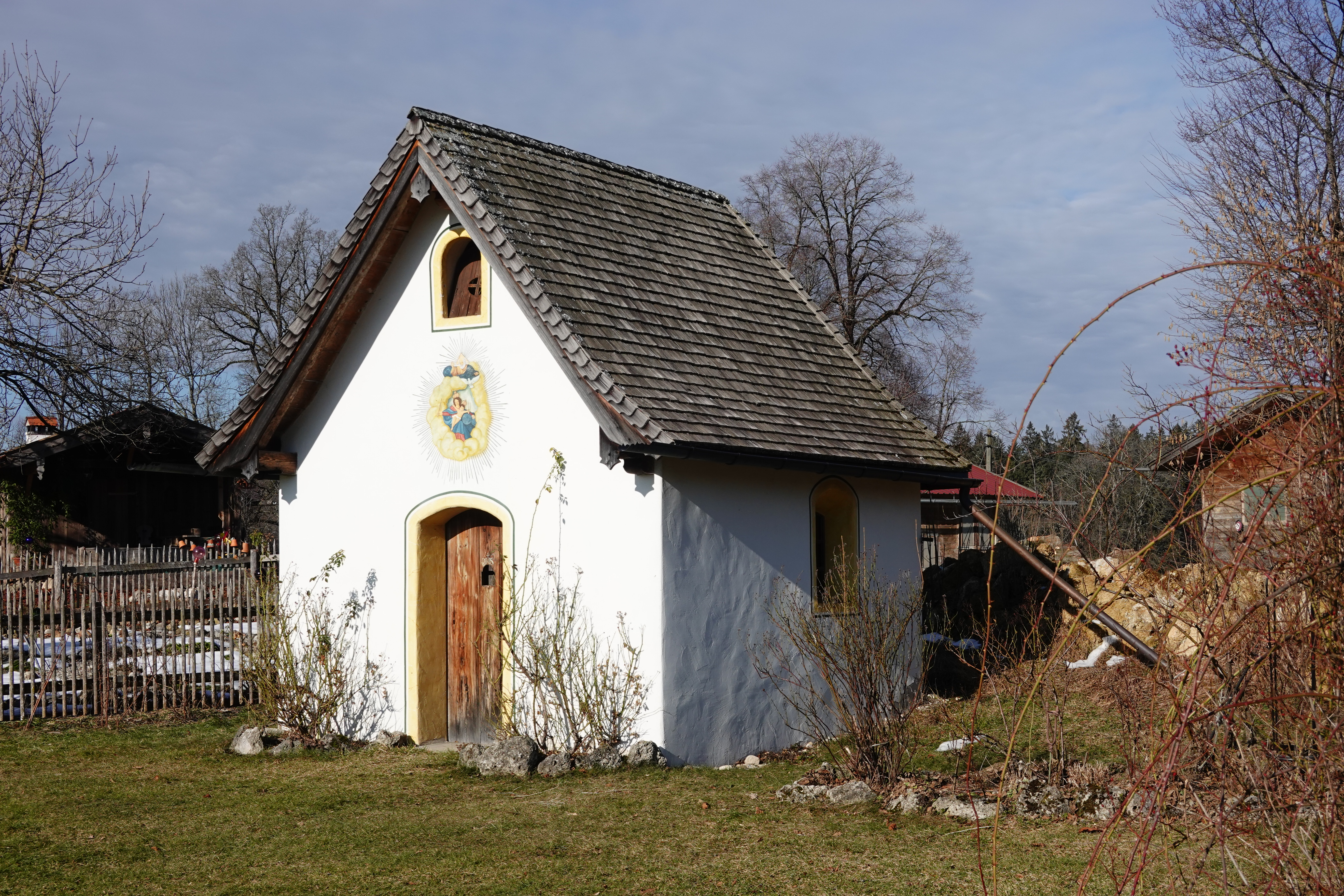
Hofkapelle St. Maria Berg (2023)

In der Liste der Baudenkmäler in Waakirchen sind für Berg vier Baudenkmäler aufgeführt, darunter
- die aus der 1. Hälfte des 18. Jahrhunderts stammende Hofkapelle (sog. Hofmoarkapelle) Sankt Maria, ein kleiner Satteldachbau.